# Трещевка (Липецкая область)
Тре́щевка — деревня Хлевенского района Липецкой области России. Входит в состав Нижне-Колыбельского сельсовета.

## География
Расположен в пределах Средне-Русской возвышенности в подзоне лесостепи, на правой стороне реки Дона. Примыкает к селу Нижняя Колыбелька и к дереве Дерезовка.
Уличная сеть
Донская и Жукова.

## Название
Название — от слова трещать — по шуму воды в небольшой соседней речке.

## История
Возникла в начале XVIII в. 

## Население
| 2009 | 2010 |
| ---- | ---- |
| 81   | ↗90  |

## Инфраструктура
Обслуживается почтовым отделением 399267 в селе Нижняя Колыбелька.
Личное подсобное хозяйство. В 1800 г. имела 13 дворов.

## Транспорт
Выезд на автодорогу «Верхняя Колыбелка — Нижняя Колыбелка — прим. к а/д Хлевное — Тербуны» (идентификационный номер 42 ОП РЗ 42К-746).